# Clarissa Eden
Pour les articles homonymes, voir Eden.
Anne Clarissa Eden, comtesse d'Avon (née Spencer-Churchill, le 28 juin 1920 à Kensington et morte le 15 novembre 2021) est l'épouse d'Anthony Eden (1897-1977), Premier ministre britannique entre 1955 et 1957.

## Biographie
Lady Avon est née dans la maison familiale, à Cromwell Road, dans le quartier londonien de Kensington. Elle est la fille de John Strange Spencer-Churchill (1880-1947), le frère cadet de Winston Churchill, et de Lady Gwendeline « Goonie » Bertie (1885-1941) (fille de Montagu Bertie, 7e comte d'Abingdon). Elle étudie d'abord à la Kensington High School puis à Hatfield Heath dans l'Essex, à Downham School (en), une « pension à la mode… portée sur les chevaux ». Ne se plaisant pas dans cette école, elle la quitte rapidement sans diplôme.
Elle épouse Anthony Eden en 1952 et devient Lady Eden en 1954, quand il est fait chevalier de l'ordre de la Jarretière, puis comtesse d'Avon (en) en 1961, lorsqu'il est élevé à la pairie.
Ses mémoires, From Churchill to Eden, ont été publiés en 2007 sous le nom Clarissa Eden.